# Weissia americana
Weissia americana là một loài rêu trong họ Pottiaceae. Loài này được (P. Beauv.) Lindb. mô tả khoa học đầu tiên năm 1873.